# ネラ川
ネラ川（ネラがわ、ロシア語: Нера, サハ語: Ньара）は、ロシア連邦シベリア東部のサハ共和国を流れるインディギルカ水系の川である。全長331 km、流域面積は24,500 km2。